# قاعدة بيانات الرسوم المتحركة الكبيرة
قاعدة بيانات الرسوم المتحركة الكبيرة (بالإنجليزية: Big Cartoon DataBase)‏ هي قاعدة البيانات الخاصة بالـرسوم متحركة الأكبر على شبكة الإنترنت.

## وصلات خارجية
- الموقع الرسمي